# Juicio particular

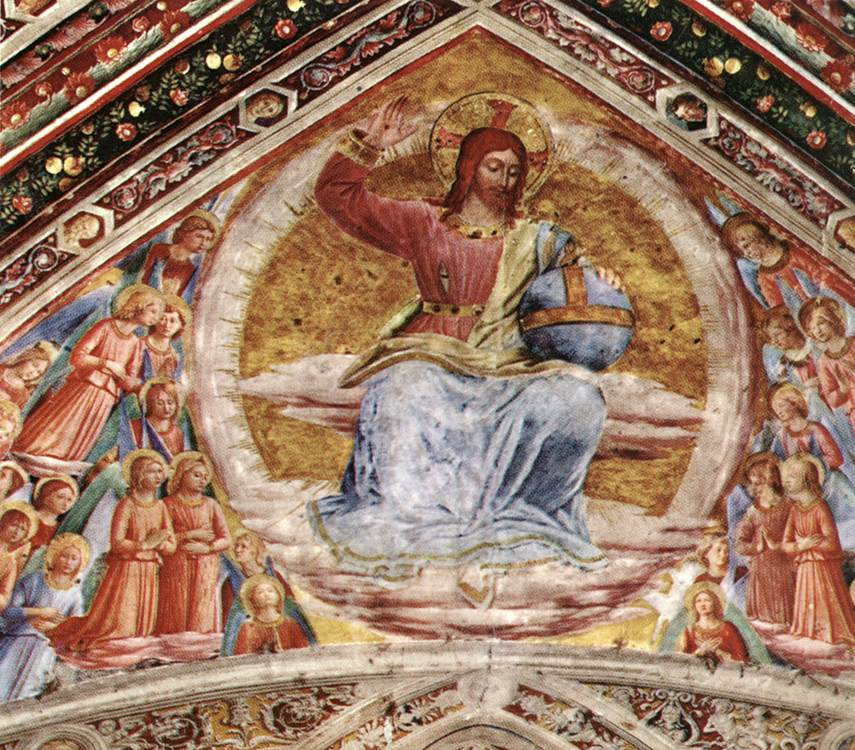
Cristo Juez, de Fra Angélico (detalle)

Según la doctrina católica y algunas ramificaciones protestantes, el juicio particular es el momento en que el alma, que se separó de su cuerpo inmediatamente después de su muerte, define si ella va al Cielo, al Infierno o al Purgatorio. Más concretamente, el juicio particular "es el juicio de retribución inmediata, que cada uno, a partir de la muerte, recibe de Dios en su alma inmortal, en relación a su fe y a sus obras" realizadas en su camino de santificación terrena. Según la doctrina cristiana, el Cielo y el Infierno son estados eternos y definitivos, el Purgatorio es un estado temporal y siempre irá al Cielo.

## Descripción
Ese «juicio» no es visto como una acción arbitraria de Dios, sino como una concesión al alma para que tenga consciencia de lo que fue en su vida terrestre. Después de esta epifanía particular, que es cumplida por Cristo, el alma será destinada a estar:
- en el Paraíso (o Cielo), dónde es impulsada a permanecer junto a Dios. El alma alcanza este premio de salvación solo si ella se arrepiente de sus pecados, acepta a Dios y su amor y estuviera en estado de gracia,[2] esto es, sin "manchas" de ningún pecado;

Los que mueren en la gracia y la amistad de Dios y están perfectamente purificados, viven para siempre con Cristo. Son para siempre semejantes a Dios, porque lo ven "tal cual es" (1 Jn 3, 2), cara a cara (cf. 1 Co 13, 12; Ap 22, 4) Esta vida perfecta con la Santísima Trinidad, esta comunión de vida y de amor con ella, con la Virgen María, los ángeles y todos los bienaventurados se llama "el cielo". 

---Compendio del Catecismo de la Iglesia Católica, 12.II 1023—1024

- en el Purgatorio, que es una etapa de purificación y eliminación de las "manchas" de pecado, que son principalmente las penas temporales (consecuencias, el mal cometido) debidas a los pecados veniales o mortales ya perdonados, pero para los cuales no fue hecha expiación suficiente durante su vida. Después de la purificación debida, las almas entran inmaculadamente en el Paraíso;[3]

Los que mueren en la gracia y en la amistad de Dios, pero imperfectamente purificados, aunque están seguros de su eterna salvación, sufren después de su muerte una purificación, a fin de obtener la santidad necesaria para entrar en la alegría del cielo. 

---Compendio del Catecismo de la Iglesia Católica, 12.III 1030

- en el Infierno, dónde es impulsada a permanecer lejos de la presencia de Dios. El alma alcanza esta condenación definitiva solo si ella rechaza libremente a Dios y su amor, así como la gracia divina de la salvación y de la santidad.[4]

Las almas de los que mueren en estado de pecado mortal descienden a los infiernos inmediatamente después de la muerte y allí sufren las penas del infierno, "el fuego eterno". Dios no predestina a nadie a ir al infierno (cf DS 397; 1567); para que eso suceda es necesaria una aversión voluntaria a Dios (un pecado mortal), y persistir en él hasta el final.  

---Compendio del Catecismo de la Iglesia Católica, 12.IV 1035—1037

Según la Iglesia católica, el Juicio Final, aquel que según esta va a reunir a toda la humanidad, confirma la sentencia efectuada en el juicio particular de cada individuo. La iglesia también cree que ocurrirá también la resurrección final de los muertos, donde todas las almas volverán a juntarse con su cuerpo, pero ya inmortal (glorioso). Todos los resucitados que merezcan el Paraíso pasarán a vivir en el Reino de Dios, que también se realizará plenamente en este momento del fin del mundo y que corresponde a los nuevos cielos y a la nueva tierra prometidos por Jesús.